# أم جميع العروض التقديمية
أم جميع العروض التقديمية هو عرض تقديمي حاسوبي قدمه عالم الحاسوب الأمريكي دوغلاس إنجلبارت في 9 ديسمبر (كانون الأول) 1968 خلال مؤتمر الحاسوب الخريفي المشترك الذي أقامته جمعية الحاسوب في سان فرانسيسكو بالاشتراك مع جمعية آلات الحوسبة ومعهد مهندسي الكهرباء والإلكترونيات، وركز العرض التقديمي على استعراض التطورات التي أجراها مركز أبحاث التعزيز التابع لمعهد ستانفورد للأبحاث.
استمر العرض التقديمي المباشر لمدة 90 دقيقة، وتضمن تقديم نظام إن إل إس، وهو نظام حاسوبي متكامل للأجهزة والبرمجيات حوى لأول مرة العديد من العناصر الأساسية للحوسبة الشخصية الحديثة مثل النوافذ، والنص التشعبي، والرسومات، والتنقل الفعال، وإدخال الأوامر، ومؤتمرات الفيديو، وفأرة الحاسوب، ومعالجة النصوص، والربط الديناميكي للملفات، والتحكم في المراجعات، ومحرر النصوص التعاوني الفوري. كان عرض دوغلاس إنجلبارت هو أول عرض تقديمي يُظهر جميع هذه العناصر علنًا في نظام واحد.، وكان لهذا العرض أثر بالغ في عالم التقنية، وقد أدى إلى تطوير مشاريع مماثلة في مركز زيروكس بارك في أوائل سبعينيات القرن العشرين، كما أثّرت المفاهيم والتقنيات الأساسية التي طُرحت خلال العرض على نظامي تشغيل واجهة المستخدم الرسومية مايكروسوفت ويندوز وأبل ماكينتوش في ثمانينيات وتسعينيات القرن العشرين.

## التاريخ

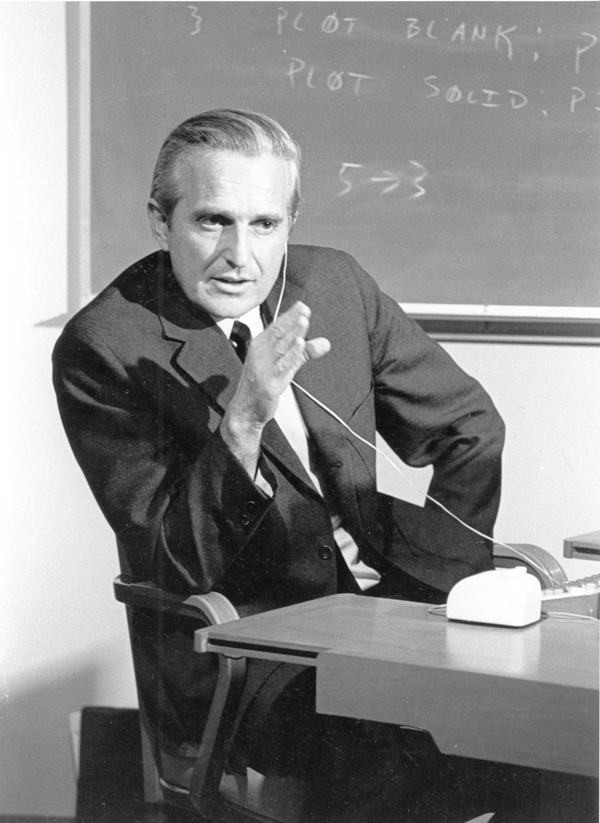
دوغلاس إنجيلبارت وهو يتدرب على العرض التقديمي

استلهم المخترع الأمريكي دوغلاس إنجيلبارت جزءٌ كبيرٌ من أفكاره التي أدت إلى تطوير مركز أبحاث التعزيز في معهد ستانفورد للأبحاث، بالإضافة إلى تطوير نظام الإنترنت، من ثقافة البحث التي سادت خلال الحرب العالمية الثانية وبدايات الحرب الباردة، ولاسيما مقال "كما قد نفكر"، الذي كتبه السياسي الأمريكي فانيفار بوش، ونُشر في مجلة ذا أتلانتيك، والذي قرأه إنجلبارت أثناء عمله كفني رادار في البحرية الأمريكية في الفلبين عام ١٩٤٦. رأى دوغلاس إنجيلبارت أنه لتوجيه المجتمع نحو الاستخدام الصحيح للمعرفة العلمية المستمدة من الحرب، فلا بد من إدارة وتنظيم هذه المعرفة بصورة أفضل.
عبّر الكاتب الأمريكي فريد تيرنر عن هذه الرؤية في كتابه "من الثقافة المضادة إلى الثقافة السيبرانية"، والتي نبعت من رؤية الآثار التقنية غير المقصودة على عالم ما بعد الحرب، قائلًا:
لقد طوّر الجيش الأمريكي تقنياتٍ قد تُدمّر العالم. ثُم بدأ العلماء والتقنيون بعد ذلك ينتشرون حول العالم، ساعين إلى استخدام معارفهم للقضاء على الأمراض وزيادة إنتاج الغذاء، غالبًا في محاولة لكسب ولاء دول العالم الثالث إبان الحرب الباردة. قرأ دوغلاس إنجيلبارت عن هذه الجهود ولاحظ أنها غالبًا ما تأتي بنتائج عكسية. فقد أدى الإنتاج الغذائي السريع إلى استنزاف التربة، وأدى القضاء على الحشرات إلى اختلالات بيئية.
أدى هذا في النهاية إلى فكرة أنه يمكن استخدام الحواسيب، ليس فقط لمجرد إجراء العمليات الحسابية، ولكن أيضًا لتعزيز قدرات العقل البشري. ودفع هذا دوغلاس إنجيلبارت في ستينيات القرن العشرين إلى تشكيل فريق من مهندسي ومبرمجي الحاسوب في مركز أبحاث التعزيز في معهد أبحاث ستانفورد التابع لجامعة ستانفورد، وكانت فكرته قائمة على تحرير الحوسبة من مجرد تحليل الأرقام، وتحويلها إلى أداة للاتصالات واسترجاع المعلومات. وأراد إنجيلبارت تحويل فكرة فانيفار بوش عن جهاز ميمكس إلى واقع ملموس، حيث يمكن لجهاز يستخدمه شخص واحد بشكل تفاعلي أن يعزز ذكائه. شرع إنجيلبارت وفريقع على مدار ست سنوات، وبدعم مالي من كل من الوكالة الأمريكية لأبحاث الفضاء (ناسا) ووكالة مشاريع أبحاث الدفاع المتقدمة، في تجميع كافة العناصر التي من شأنها أن تجعل نظام الحاسوب هذا واقعًا ملموسًا. وبتشجيع من مدير وكالة مشاريع أبحاث الدفاع المتقدمة، روبرت تايلور، ظهر نظام إن إل إس لأول مرة للنور في مؤتمر الحاسوب الخريفي المشترك لعام 1968 في قاعة سيفيك أوديتوريوم في سان فرانسيسكو، حيث عُرضت جلسة المؤتمر تحت عنوان "مركز أبحاث لتعزيز الذكاء البشري". حضر العرض التقديمي حوالي 1000 متخصص في مجال الحاسوب، وكان من بين الشخصيات البارزة التي حضرت المؤتمر آلان كاي وتشارلز إيربي وآندي فان دام، بالإضافة إلى بوب سبرول.

## العرض التقديمي
قام إنجلبارت، بمساعدة أعضاء فريقه الموزعين جغرافيًا (ومن بينهم مهندس الحاسوب بيل باكستون)، وبتوجيه من مهندس الحاسوب بيل إنجلش للعناصر التقنية للعرض التقديمي، بشرح وظائف نظام إن إل إس، واستخدم خلال العرض التقديمي جهاز عرض فيديو من نوع إيدوفور، والذي سمح بعرض مخرجات الفيديو من حاسوب يستخدم نظام إن إل إس على شاشة عرض كبيرة بارتفاع 6.7 متر (22 قدمًا) حتى يتمكن الجمهور من رؤية ما كان يفعله إنجلبارت. كما ابتكر باحثو أوغمنت جهازي مودم منزليين مخصصين بسرعة 1200 بود (وهي سرعة نقل كانت تعتبر عالية بالنسبة لعام 1968) متصلين عبر خط مستأجر لنقل البيانات من لوحة مفاتيح وفأرة محطة عمل الحاسوب في قاعة سيفيك إلى جهاز الحاسوب إس دي إس-940 في مقرهم الرئيسي في مدينة مينلو بارك. ولتوفير فيديو بث مباشر يبث من كلا الاتجاهين (المختبر وقاعة المؤتمرات)، استخدمت وصلات إرسال عبر الموجات الصغرية، وتولى إنجلش أيضًا تشغيل محول فيديو يتحكم في ما يتم عرضه على الشاشة الكبيرة، على حين كان مشغل الكاميرا في مقر مينلو بارك هو الكاتب الأمريكي ستيوارت براند الذي اشتهر بكتابه كتالوج الأرض الكاملة، والذي لم يكن في ذلك الوقت متخصصًا في الحاسوب، ومع هذا فقد قدم ستيوارت براند النصح لإنجيلبارت وفريقه حول كيفية تقديم العرض التقديمي. كان إنجيلبارت قد تعرف على ستيوارت براند لأول مرة عندما أجروا معا تجربة على عقار إل إس دي في نفس المختبر.
خلال العرض التقديمي الذي استمر على مدى 90 دقيقة، استخدم إنجيلبارت نموذج الفأرة الخاص به للتنقل على الشاشة، وتظليل النص، وتغيير حجم النوافذ. وكانت هذه هي المرة الأولى التي يُعرض فيها نظام متكامل لمعالجة النصوص على الشاشة علنًا. وخلال أوقات منفصلة من العرض التقديمي، ظهر على أجزاء من الشاشة زميلاه في شركة أوغمنت جيف روليفسون وبيل باكستون، للمساعدة في تحرير النص عن بُعد، حيث كان بمقدورهما رؤية شاشة بعضهما البعض أثناء التحرير، والتحدث إلى بعضهما، ورؤية بعضهما البعض أيضًا. وخلال التحرير، شرح إنجيلبارت أن النقر على النص المسطر سيؤدي إلى ربطه بصفحة أخرى من المعلومات، موضحًا بذلك مفهوم النص التشعبي. وعندما انتهى دوغلاس إنجيلبارت من العرض التقديمي، صفق له الجمهور بحرارة. ولتوضيح النظام بصورة أكبر، خُصصت في القاعة غرفة منفصلة ليتمكن الحضور من إلقاء نظرة فاحصة على محطات عمل إن إل إس وطرح الأسئلة على إنجيلبارت.

ولتوضيح فكرة أخيرة تتعلق بنظام إن إل إس الخاص بإنجلبارت، ذكر فريد تيرنر في كتابه "من الثقافة المضادة إلى الثقافة السيبرانية":  
روج إنجيلبارت لفلسفة "التمهيد الذاتي"، حيث كان كل تحول تجريبي للنظام الاجتماعي التقني الذي كان يُمثله نظام التعلم الوطني يُغذي النظام نفسه، مما يؤدي إلى تطوره (وربما تحسينه).

## التأثير

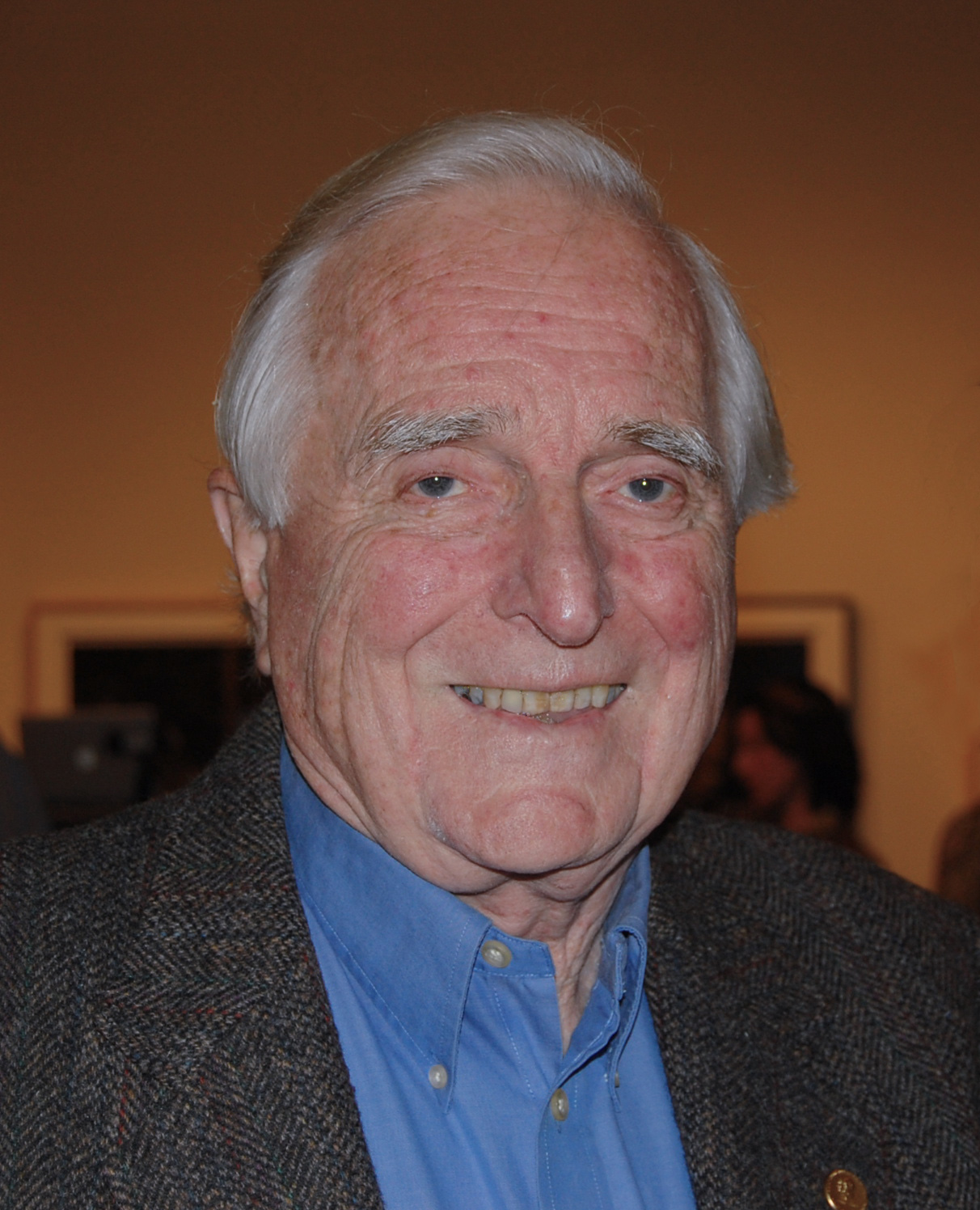
دوغلاس إنجيلبارت في عام 2008، في احتفالات الذكرى الأربعين لـ "أم كل العروض التقديمية" في سان فرانسيسكو

قبل أن يبدأ دوغلاس إنجيلبارت عرضه التقديمي، كان قطاعا كبيرا من المهتمين بعلوم الحاسوب يعتبرونه مجنونا، وعندما انتهى، وُصف في مجتمع علماء الحاسوب بأنه "يتعامل مع الصواعق بكلتا يديه". كان عالم الحاسوب أندي فان دام يعمل على تطوير نظام مشابه، ولكنه لم يبدأ العمل عليه إلا في عام 1967، وقد صُدم برؤية مدى نضج نظام إن إل إس إلى الحد الذي جعله يغرق إنجيلبارت بأسئلته خلال العرض التقديمي.  وبعد أن انتهى من طرح أسئلته على إنجيلبارت، اعترف فان دام أخيرا على أن العرض التقديمي لنظام إن إل إس كان من أعظم ما شهده على الإطلاق. أصبح فان دام بعد ذلك رائدًا في تدريس رسومات الحاسوب في سبعينيات القرن العشرين. ومع هذا، رأى التأثير الفعلي للعرض التقديمي الذي قدمه دوغلاس إنجيلبارت على علوم الحاسوب محدودًا بحسب ما أورده في مقاله بعنوان «تأملات في نصف قرن من النص التشعبي (29:15). كلمة رئيسية في مؤتمر النص التشعبي 2019»، والذي جاء فيه على لسان أندي فان دام:
أُعجب الجميع به واعتبروه رائعًا للغاية ولم يحدث أي شيء آخر. لم يكن هناك أي تأثير إضافي تقريبًا. اعتقد الناس أن الأمر قد تجاوز الحد، وأنهم ما زالوا يعملون على آلاتهم التلغرافية المادية، ولم ينتقلوا بعد إلى آلاتهم التلغرافية الزجاجية. لذا أثار اهتمام مجتمع بحثي صغير ونشط، لكنه لم يكن له تأثير على مجال الحاسوب ككل.
ترك معظم فريق إنجيلبارت مركز أبحاث التعزيز بحلول بداية سبعينيات القرن العشرين، واتخذ كل منهم اتجاهه الخاص، وانتهى المطاف بالعديد منهم في مركز أبحاث زيروكس بالو ألتو. وكان من بينهم بيل إنجلش، الذي طوّر الفأرة بشكل أكبر، كما انتقل إلى مركز أبحاث زيروكس، روبرت تايلور، الداعم السابق لإنجيلبارت في ناسا ووكالة أبحاث الدفاع المتقدمة. أما آلان كاي، الذي حضر العرض التقديمي أيضًا، فقد صمم بيئة حوسبة كائنية التوجه عرفت باسم سمول توك أثناء وجوده في مركز أبحاث زيروكس. وبحلول عام ١٩٧٣، أصبح جهاز زيروكس ألتو حاسوبًا شخصيًا كامل الوظائف، مشابهًا لجهاز إن إل إس الذي عرضه إنجيلبارت عام ١٩٦٨، ولكنه أصغر حجمًا وأكثر تطورًا من الناحية المادية. وبفضل واجهته الرسومية التي يمكن التحكم فيها باستخدام الفأرة، تأثر ستيف جوبز بالجهاز أثناء تطويره لنظام تشغيل أبل ماكنتوش في ثمانينيات القرن العشرن. ثم حذا نظام تشغيل مايكروسوفت ويندوز حذو نظام ماكنتوش واستخدم فأرة متعددة الأزرار بنفس طريقة استخدام ألتو ونظام إن إل إس.
بلغ تأثير إنجيلبارت وعرضه التقديمي في المؤتمر، ذروته طوال سبعينيات القرن الماضي ومعظم ثمانينياته، وظل يذكر باعتباره مخترع الفأرة والنص التشعبي، اللذين اقتبستهما أبل ومايكروسوفت على نحوٍ مشهور. في الذكرى الثلاثين للعرض التجريبي عام ١٩٩٨، عقدت جامعة ستانفورد مؤتمرًا كبيرًا للاحتفال بالأثر العظيم الذي أحدثه دوغلاس إنجيلبارت على الحوسبة والشبكة العنكبوتية العالمية. بحلول الذكرى الأربعين، اعتُبر عرض إنجيلبارت التجريبي أحد أهم العروض في تاريخ الحاسوب. وفي عام 2015، تم تخليد هذا الحدث من خلال تصوير عرضٌ موسيقيٌّ فنيٌّ بعنوان "العرض التجريبي" من تأليف وأداء المغنيان ميكيل راوس وبن نيل، وعُرض لأول مرة في قاعة بينج للحفلات الموسيقية بجامعة ستانفورد.